# ۱۷۱ (میلادی)
۱۷۱ (میلادی) صد و هفتاد و یکمین سال تقویم میلادی است.

## درگذشتگان
‎